# Меморіал «Ірак та Афганістан»
Меморіал «Ірак і Афганістан» (англ.  Iraq and Afghanistan Memorial) — пам'ятник роботи британського скульптора Пола Дея, створений в 2017 році. Знаходиться в садах набережної Вікторії в Лондоні, Велика Британія. Відкритий Єлизаветою II, королевою Великої Британії.

## Історія
Меморіал був задуманий як посвячення як військовослужбовцям, які брали участь у війні в Перській затоці, в Афганістані та в Іраку, так і цивільним особам, які працювали над покращенням життя мешканців цих країн шляхом розподілу гуманітарної допомоги, розвитку освіти і охорони здоров'я, управління та інфраструктури. Всього, у період 1990-2015 років, тобто за час воєн в Іраку і Афганістані загинуло 682 британців. 8 листопада 2014 року, у Поминальну неділю, прем'єр-міністр Великої Британії Девід Кемерон оголосив про своє прохання до Лорда Стіррапа, колишнього начальника штабу оборони в 2006-2010 роках, керував операціями в Іраку й Афганістані, очолити опікунську раду по збору коштів та зведення національного меморіалу учасникам цих воєн. До складу опікунської ради щодо зведення меморіалу крім лорда Стиррапа увійшли лорд Бойс і лорд Вокер, колишні начальники штабу оборони в 2001-2003 і 2003-2006 роках відповідно, а також скульптор Пол Дей.
У підтримку даної ініціативи виступила редакція газети «The Sun», котра звернулася до найбільших компаній Великої Британії з проханням про фінансовій підтримку. Також була запущена кампанія по збору коштів шляхом відправлення повідомлень з текстом «DUTY на різні номери зі списуванням 3 або 10 фунтів, а також шляхом дзвінків на визначений номер з ціллю пожертви суми до 10 тисяч фунтів. У березні 2015 року було зібрано уже 750 тисяч фунтів, так як після пожертви 50 тисяч лордом Ашкрофтом канцлер Казначейства Джордж Осборн оголосив, що уряд виділив ще 500 тисяч фунтів стерлінгів із штрафів, накладених на банки за фальсифікацію даних системи LIBOR. Уже у липні того ж року, тобто через вісім місяців після початку кампанії, після пожертви 50 тисяч бізнесменом Джоном Каудвеллом була зібрана вся необхідна сума у розмірі 1 мільйона фунтів стерлінгів.
Меморіал був спроєктований скульптором П. Деєм, який працював у Франції. 10 кам'яних блоків для пам'ятника, найбільший з яких був вагою 7000 кг, були обтесані у відповідності з задумом скульптора на підприємстві «stoneCIRCLE», розташованому у Бейзингстоці. У проєктуванні, розробці дизайну пам'ятника й будівництві брали участь інженери-конструктори компанії «Atkins» і співробітники архітектурної фірми «Donald Insall Associates». Меморіал був встановлений у садах набережної Вікторії у Вестмінстері, між річкою Темзою й штаб-квартирою міністерства оборони Великої Британії, в районі, багатому пам'ятками, присвячених Другій світовій війні та війні в Кореї.
9 березня 2017 року меморіал був відкритий королевою Великої Британії Єлизаветою II в присутності Філіпа, герцога Единбурзького, Чарльза, принца Уельського, Камілли, герцогині Корнуольської, Вільяма, герцога Кембриджського, Кетрін, герцогині Кембриджської, принца Генрі Уельського, прем'єр-міністра Великої Британії Терези Мей і її попередників Джона Мейджора, Тоні Блера і Девіда Кемерона, державного секретаря з питань оборони Великої Британії Майкла Фэллона, міністрів уряду, в загальній кількості близько 2500 осіб, включаючи ветеранів і їхніх родичів. Відкриттю передував парад кінних гвардійців і служба, проведена капеланом флоту преподобним Іеном Вітлі. Потім відбувся прийом для ветеранів та членів їх сімей, організований британським Королівським легіоном. Герцог Единбурзький зазначив на церемонії, що не зміг розглянути напису на меморіалі, після чого скульптор Дей пообіцяв виправити цей недолік. Деякі родичі та близькі загиблих розкритикували церемонію за те, що їх не запросили, а також з причини присутності на ній Блера, при якому Великій Британії вступила у війну в Іраку. Раніше, через критику з боку військових вдів, прем'єр-міністру Мей довелося пояснюватися перед Палатою громад. Критиці також була піддана і сама ідея меморіалу; на думку колумністки «The Independent» афганського походження, ні одна війна не принесла стабільності ні в Ірак, ні вАфганістан, лише зруйнувавши культуру і устрій цих країн.

## Композиція

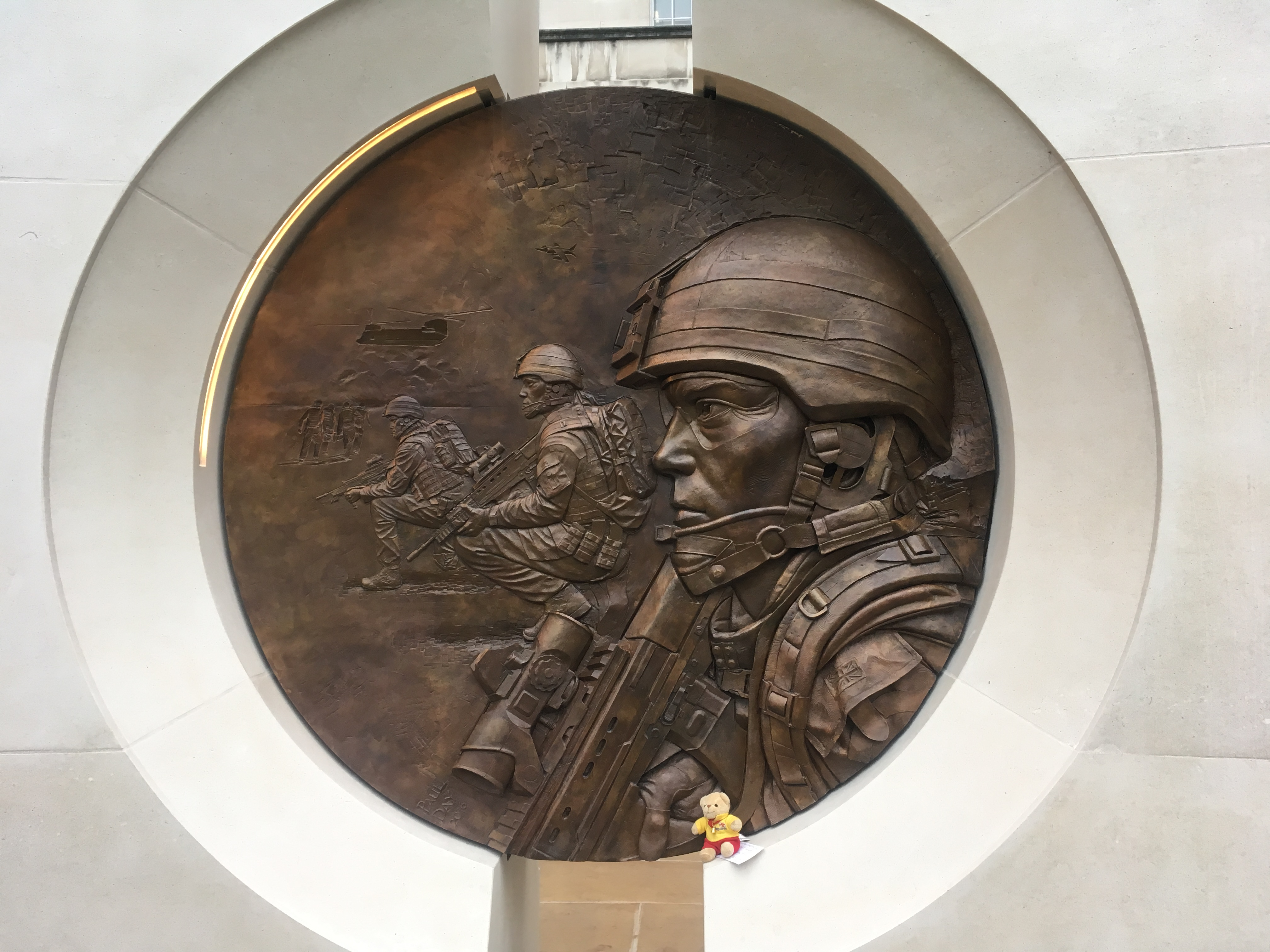
Військові

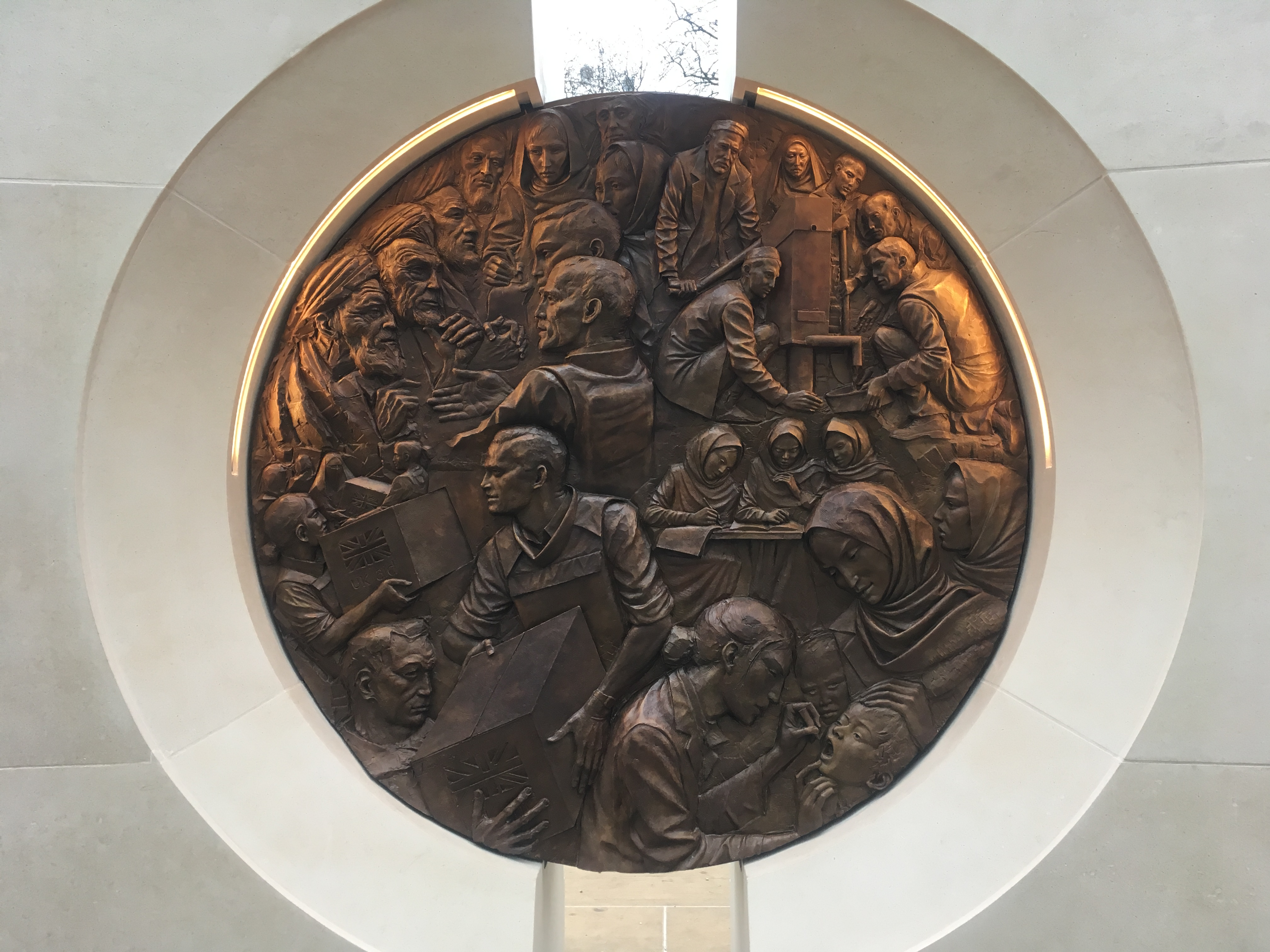
Цивільні

Меморіал складається з двох монолітів портлендського каменю вагою у 33 тонни й висотою у 19 футів (5,5 метрів). На одній стороні одного каменю зверху вибито «IRAQ, а другого знизу — «AFGHANISTAN, тоді як на другій стороні — «SERVICE і «DUTY, відповідно. Бокові сторони кожного каменю залишені необробленими, символізуючи скелясту місцевість Іраку й Афганістану, неоднозначність результатів воєн і дискусії серед громадськості з цього приводу. Камені розташовані один біля одного, як натяк на розділення думок серед громадськості, і водночас поєднані масивним бронзовим медальйоном з рельєфом на воєнні теми. З однієї сторони у ряд зображені кілька солдатів у бойовій обстановці, а з другої — цивільні особи, які сприяють медичній і гуманітарній допомозі мешканцям Іраку і Афганістану, людям похилого віку, жінкам та дітям. На відміну від подібного роду пам'ятників, меморіал не містить імен людей,котрі загинули і є пам'ятником усім, хто служив Великій Британії, як воєнним, так і цивільним особам.